# Nigeria en los Juegos Olímpicos de Atenas 2004
Nigeria estuvo representada en los Juegos Olímpicos de Atenas 2004 por un total de 72 deportistas que compitieron en 10 deportes.  
La portadora de la bandera en la ceremonia de apertura fue la atleta Mary Onyali-Omagbemi.

## Medallistas
El equipo olímpico nigeriano obtuvo las siguientes medallas:
| Nombre                                                 | Deporte   | Competición |
| ------------------------------------------------------ | --------- | ----------- |
| Oro                                                    |           |             |
| —                                                      |           |             |
| Plata                                                  |           |             |
| —                                                      |           |             |
| Bronce                                                 |           |             |
| Olusoji Fasuba Uchenna Emedolu Aaron Egbele Deji Aliu  | Atletismo | 4 × 100 m M |
| James Godday Musa Audu Saul Weigopwa Enefiok Udo-Obong | Atletismo | 4 × 400 m M |